# Changde
Changde (常德 ; pinyin : Chángdé) est une ville de la province du Hunan en Chine. On y parle le dialecte de Changde du mandarin du sud-ouest.

## Climat
Les températures moyennes de Changde vont de + 4,3 °C pour le mois le plus froid à +28,7 °C pour le mois le plus chaud, avec une moyenne annuelle de +16,7 °C (chiffres arrêtés en 1988), et la pluviométrie y est de 1347,8 mm (chiffres arrêtés en 1990).

## Histoire
Durant la guerre sino-japonaise, la région fut durement éprouvée par l'armée impériale japonaise qui y répandit la peste en 1941 et 1942, avec l'aide de l'unité 731, et y employa les armes chimiques en 1943 lors de l'invasion de la ville. Certains des responsables de ces opérations furent jugés par les soviétiques lors du procès de Khabarovsk.

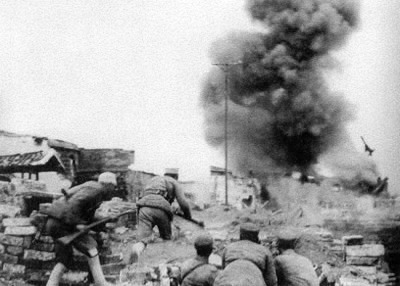
Des soldats chinois attendent le moment propice pour lancer un assaut lors de la bataille de Changde.

## Économie
En 2004, le PIB total a été de 58,3 milliards de yuans, et le PIB par habitant de 11 014 yuans.

## Transports
Changde est desservi par l'aéroport Changde Taohuayuan (zh) (常德桃花源机场, (code IATA : CGD • code OACI : ZGCD)).
Elle possède un réseau de vélos en libre service.

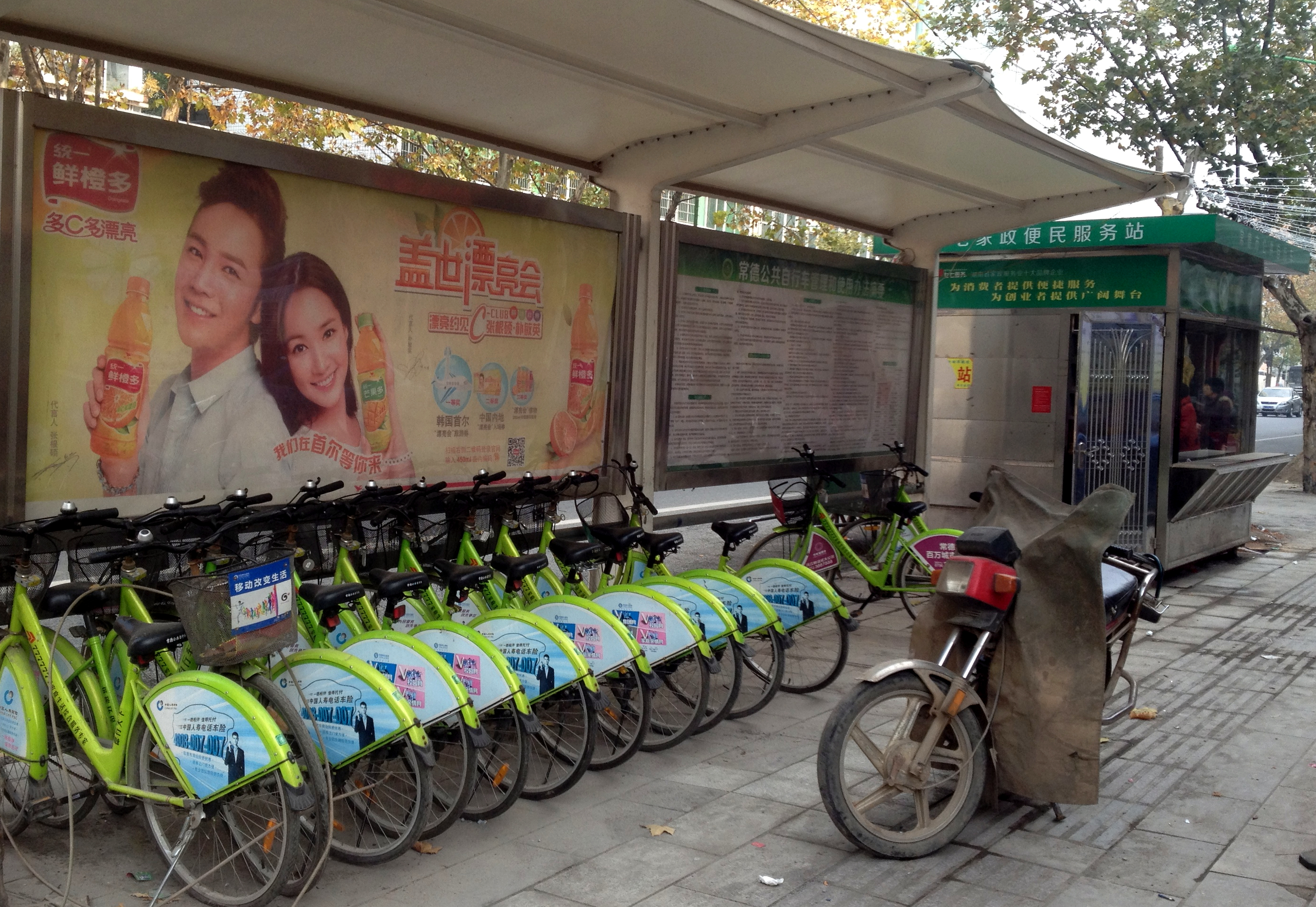
Station de vélos en libre service.

## Subdivisions administratives
La ville-préfecture de Changde exerce sa juridiction sur neuf subdivisions - deux districts, une ville-district et six xian :
- le district de Wuling - 武陵区 Wǔlíng Qū ;
- le district de Dingcheng - 鼎城区 Dǐngchēng Qū ;
- la ville de Jinshi - 津市市 Jīnshì Shì ;
- le xian d'Anxiang - 安乡县 Ānxiāng Xiàn ;
- le xian de Hanshou - 汉寿县 Hànshòu Xiàn ;
- le xian de Li - 澧县 Lǐ Xiàn ;
- le xian de Linli - 临澧县 Línlǐ Xiàn ;
- le xian de Taoyuan - 桃源县 Táoyuán Xiàn ;
- le xian de Shimen - 石门县 Shímén Xiàn.

## Jumelages
- Higashiōmi (Japon) depuis 1994
- Ipswich (Australie) depuis 2011
- Hanovre (Allemagne)